# Bokum
 (signalé en août 2025).
Si vous disposez d'ouvrages ou d'articles de référence ou si vous connaissez des sites web de qualité traitant du thème abordé ici, merci de compléter l'article en donnant les références utiles à sa vérifiabilité et en les liant à la section « Notes et références ».
- Archive Wikiwix
- Bing
- Cairn
- DuckDuckGo
- E. Universalis
- Gallica
- Google
- G. Books
- G. News
- G. Scholar
- Persée
- Qwant
- (zh) Baidu
- (ru) Yandex
- (wd) trouver des œuvres sur Wikidata

Bokum est un hameau de la commune néerlandaise de Het Hogeland, situé dans la province de Groningue, au nord de Kloosterburen, près de la mer des Wadden.

## Histoire
Autrefois Bokum possédait un manoir en pierre, disparu lors d'un raz-de-marée. De nos jours, le hameau n'est plus constitué que de deux fermes. Il appartient à la commune de Kloosterburen avant le 1er janvier 1990, date à laquelle celle-ci est rattachée à celle de De Marne. Le 1er janvier 2019, celle-ci est à son tour rattachée à Het Hogeland.